# Christopher Kalleg
Christopher Allan Kalleg Andrade (Valdivia, 31 de agosto de 1998) es un remero chileno especializado en botes ligeros. Es el actual campeón panamericano del bote dos sin timonel, logro obtenido en los Juegos Panamericanos de Lima 2019.

## Trayectoria deportiva
Christopher nació en Valdivia y comenzó a remar a los 12 años en el club Arturo Prat, motivado por su madre, quien le buscó una actividad recreativa para su bienestar. Tras unos meses, el remero se cambió al club Phoenix, institución en la que se mantiene hasta la actualidad.
Ha sido múltiple campeón sudamericano a nivel juvenil y en 2015 fue noveno del mundo en aquella categoría en la embarcación dos sin timonel. Debutó en megaeventos en los Juegos Suramericanos de Cochabamba 2018, donde obtuvo dos platas: con Selim Echeverría en el dos sin timonel y en el ocho con timonel. En los Juegos Panamericanos de Lima fue uno de los cuatro botes chilenos que obtuvieron oro, tras adjudicarse el dos sin timonel junto a Ignacio Abraham. Asimismo, fue plata en el ocho con timonel.
En los Juegos Suramericanos de Asunción logró un oro en el cuádruple ligero en compañía de Ignacio Abraham, Alfredo Abraham y Marcelo Poo.
Estudia ingeniería civil en la Universidad Austral de Chile.

## Competencias internacionales
| Año  | Campeonato                | Lugar                  | Resultado | Bote | Ref.  |
| ---- | ------------------------- | ---------------------- | --------- | ---- | ----- |
| 2015 | Campeonato Mundial Junior | Río de Janeiro, Brasil | 9°        | M2-  | [ 2 ] |
| 2018 | Juegos Suramericanos      | Cochabamba, Bolivia    | 2°        | M2-  | [ 3 ] |
| 2018 | Juegos Suramericanos      | Cochabamba, Bolivia    | 2°        | M8+  | [ 5 ] |
| 2019 | Juegos Panamericanos      | Lima, Perú             | 1°        | M2-  | [ 6 ] |
| 2019 | Juegos Panamericanos      | Lima, Perú             | 2°        | M8+  | [ 7 ] |
| 2022 | Juegos Suramericanos      | Asunción, Paraguay     | 2°        | M2-  | [ 8 ] |
| 2022 | Juegos Suramericanos      | Asunción, Paraguay     | 1°        | M4-  | [ 9 ] |